# Arachosinella
Arachosinella Denis, 1958 è un genere di ragni appartenente alla famiglia Linyphiidae.

## Distribuzione
Le due specie oggi note di questo genere sono state rinvenute in Asia centrale: precisamente la A. oeroegensis è endemica della Mongolia, mentre la A. strepens è stata rinvenuta in Russia (parte centrale), Mongolia, Afghanistan e altre località dell'Asia centrale.
Secondo Andrei Tanasevitch, in una nota del 2009, gli esemplari maschili della A. strepens non rinvenuti in Afghanistan sono da considerare una errata identificazione di A. oeroegensis.

## Tassonomia
A maggio 2011, si compone di due specie:
- Arachosinella oeroegensis Wunderlich, 1995 — Mongolia
- Arachosinella strepens Denis, 1958[3] — Russia, Mongolia, Asia centrale, Afghanistan